# Drukarnia Heliczów
Drukarnia Heliczów – pierwsza w Polsce hebrajska drukarnia żydowskiej rodziny Helicze powstała w 1534 roku w Kazimierzu pod Krakowem.

## Historia drukarni
Drukarnia została założona w 1534 roku przez Samuela Helicze i jego braci Eliakima i Aszera.

### Samuel Helicze
Samuel urodził się ok. 1515 roku. Po powstaniu drukarni wydawał teksty rytualne Szaarej Durai Sefer r Anczel czyli słownik do Pięcioksięgu w języku niemiecko-hebrajskim. Kolejnymi dziełami były m.in. dwutomowy kodeks rytualny autorstwa Jakuba ben Aszera (Jaakow ben Aszer) pt. Arba Turim oraz Księga decyzyj (Pesakim) autorstwa rabina lubelskiego Szaloma Szachny. W 1534 roku z powodu nieporozumień ze wspólnikami oraz na zaproszenie Chaima Swarza wyjechał do Oleśnicy, gdzie również założył drukarnię. W nowym mieście prosperował przez rok drukując kolejne wydanie Pięcioksięgu aż do momentu gdy w 1535 roku drukarnię strawił pożar podłożony prawdopodobnie przez miejscową ludność podczas wypędzania żydów z miasta. W 1537 powrócił do Krakowa. W marcu tego samego roku bracia Helicze pod wpływem biskupa krakowskiego Jana Gamrata przeszli na katolicyzm. Samuel przyjął imię Andrzej a jego bracia Eliakim i Aszer odpowiednio Paweł i Jan. Zanim bracia przeszli na katolicyzm ich druki cieszyły się dużym powodzeniem. Po zmianie wyznania ludność żydowska bojkotowała druki Heliczów. Andrzej Helicze w 1553 roku wyemigrował do Konstantynopola a drukarnię przejął jego brat Jan Eliakim.

### Jan Eliakim Helicze
Eliakim Helicze urodził się w ok. 1519 roku. Po wyjeździe Samuela do Oleśnicy, przejął kierownictwo nad drukarnią w Kazimierzu. Prowadził ją do chwili przejścia braci na katolicyzm i bojkotu jego druków przez Żydów. W 1539 roku został kierownikiem w drukarni Ungera po śmierci właściciela. Podczas swojego kierownictwa wydał podręcznik do gramatyki hebrajskiej autorstwa Franciszka Stankarta. Po zmianie wyznania drukarnia przeszła w ręce brata Pawła Aszera.

### Paweł Aszer Helicze
Paweł Helicze urodził się w 1517 roku. Po zmianie wyznania przez braci przejął prowadzenie drukarni. Bojkot druków Heliczów spotkał się z interwencją króla Zygmunta I, który 31 grudnia 1539 roku wydał dekret nakazujący gminom żydowskim z Krakowa, Poznania i Lwowa do zakupienia całej produkcji oficyny. Z tej okazji stworzono inwentarz drukarni który wykazał 350 woluminów, obecnie należących do wielkiej rzadkości. Sporządzony inwentarz był pierwszym inwentarzem jakiejkolwiek drukarni hebrajskiej na świecie. Według niej w drukarni wyszło: Machzor (nakład 800 sztuk), Selichot (850), Turim Jacobi ben Aszer (500), Jocerot(400), Minhagim (500), 6) Zmirot (200 w większym formacie), Zmirot (300 w mniejszym formacie).
W latach 1540–1541 wydał po niemiecku hebrajskimi czcionkami Nowy Testament Marcina Lutra. W 1543 roku opuścił Kraków i wyjechał do Psiego Pola pod Wrocławiem, gdzie wydał za pomocą czcionek hebrajskich, podręcznik do czytania tekstów niemieckich pt. Elemental oder Lesbüchlein XXXXIII. Następnie przeniósł się do Legnicy by w 1548 roku po wydrukowaniu kontrowersyjnych ulotek opuścić miasto. Jego dalsze losy nie są znane.

## Wydane druki
- Szaarej Dura
- Sefer r Anczel czyli słownik do Pięcioksięgu
- Arba Turim Jakub ben Aszer
- Księga decyzyj Szalom Szachna (zm. 1559)